# Bannwaldsee
De Bannwaldsee is een meer in de Duitse deelstaat Beieren, in de Landkreis Ostallgäu, gemeente Schwangau. Het heeft een oppervlakte van 2,28 km² en ligt ten noordoosten van Füssen, en een kleine km oostelijk van de Forggensee.
De afwatering gebeurt via de Mühlberger Ach naar de Forggensee.
Grote delen van de oevers verlanden op natuurlijke wijze. Het gehele meer ligt in een natuurreservaat. Toch is er in het zuidoosten een camping en een zwemzone.